# Üçürge Deresi
La rivière d'Üçürge (turc : Üçürge Deresi) est une rivière turque coupée par le barrage de Nergizlik. La rivière est un affluent du fleuve Seyhan avec lequel elle conflue dans le lac du barrage de Seyhan. Quelques kilomètres en aval du barrage de Nergizlik, elle passe au pied de la ville de Karaisalı.